# Чемпионат мира по спидкубингу 1982
Чемпионат мира по спидкубингу 1982 года — первое официальное международное соревнование по скоростной сборке Кубика Рубика, прошедшее 5 июня 1982 года в Будапеште (Венгрия). В нём приняли участие 19 спортсменов из разных стран. Чемпионат проводился на фоне массовой увлечённости Кубиком Рубика по всему миру, ознаменовав пик популярности этой головоломки. Он широко освещался в СМИ многих стран. Чемпионат мира был не первым крупным соревнованием по сборке головоломки — до него в Венгрии и некоторых других странах проводились национальные чемпионаты и соревнования меньшего масштаба, однако в силу своего мирового значения он стал первым и единственным в XX веке соревнованием, признанным Всемирной ассоциации кубика (World Cube Association, США).
Средний возраст участников соревнований составил около 20 лет. Самому молодому участнику было 14 лет, двоим самым старшим — по 26. Победителем соревнования стал 16-летний лос-анджелесский студент вьетнамского происхождения Мин Тай (вьет. Minh Thái). Он использовал собственный метод сборки, описанный им в книге The Winning Solution.
В XX веке чемпионаты мира или континента по спидкубингу более не проводились, так как из-за распространения видеоигр интерес к механическим головоломкам начал спадать. Второй чемпионат мира по спидкубингу состоялся только в 2003 году. В XXI веке в официальных соревнованиях по спидкубингу участвовали 4 участника первого чемпионата мира.
В честь чемпионата мира 1982 года в том же году была выпущена почтовая марка Венгерской Народной Республики работы известного дизайнера Пала Варги с изображением механического секундомера, собирающих кубик Рубика рук, эмблемы данного чемпионата мира и его названия на венгерском языке (Sc #2752).

## Организация
Чемпионат отличался исключительно хорошей организацией. Он проводился в будапештском концертном зале «Вигадо», на территории которого была установлена большая светящаяся конструкция. Открывал соревнование сам Эрно Рубик. Один из судей, профессор Дэвид Сингмастер, отметил, что соревнование было очень эффективно организовано, за исключением одного случая, когда не сработал таймер. По его же словам, предоставленные участникам кубики были оценены как довольно удобные для вращения. Однако Джессика Фридрих спустя 15 лет отметила, что кубики вращались довольно туго и в целом плохо подходили для скоростной сборки. К тому же, по её словам, предоставленные кубы с западной цветовой схемой (общепринятой в начале XXI века) тогда были не очень распространены и для многих участников оказались в новинку.

## Регламент
Единственной соревновательной дисциплиной на чемпионате была скоростная сборка кубика 3х3х3. Всем спортсменам были предоставлены одинаковые кубы оригинального производства, предварительно протестированные лично изобретателем. Они были заскрамблены с помощью генератора случайных чисел 25-30 вращениями. На преинспекцию отводилось 15 секунд, а на сборку — не более 60 секунд. Участники делали 3 попытки, лучшая из которых шла в зачёт. Замер времени осуществлялся посредством коврика со встроенным диодом, который фиксировал нахождение кубика на нём. В случае поломки кубика во время сборки участнику предоставлялась повторная попытка, а в случае второй поломки попытка уже не могла быть засчитана.
Призёры были награждены золотой, серебряной и бронзовой статуэтками в виде кубика.
Поскольку правила проведения соревнований по спидкубингу в те годы отличались от современных, при создании в 2004 году базы данных WCA они не были учтены. Чемпионат мира стал исключением — его результаты внесены в рейтинг единичных попыток. Четверо участников первого чемпионата мира впоследствии (в XXI веке) участвовали в других официальных соревнованиях по спидкубингу.

## Результаты
| Место | Спортсмен         | Страна                    | Зачётное время | Статус               | Попытка 1 | Попытка 2 | Попытка 3 |
| ----- | ----------------- | ------------------------- | -------------- | -------------------- | --------- | --------- | --------- |
| 1     | Мин Тай           | Соединённые Штаты Америки | 22.95          | Мировой рекорд       | 27.16     | 22.95     | 27.97     |
| 2     | Гус Разу Шульц    | Нидерланды                | 24.32          | Рекорд Европы        | 24.32     | 31.51     | 26.51     |
| 3     | Золтан Лабаш      | Венгрия                   | 24.49          | Национальный рекорд  | 24.49     | 27.58     | 28.21     |
| 4     | Ларс Петрус       | Швеция                    | 24.57          | Национальный рекорд  | 35.42     | 33.11     | 24.57     |
| 5     | Кэнъити Уэно      | Япония                    | 24.91          | Рекорд Азии          | 27.56     | 27.90     | 24.91     |
| 6     | Жан-Шарль Жером   | Франция                   | 25.06          | Национальный рекорд  | 27.87     | 31.18     | 25.06     |
| 7     | Джулиан Чилверс   | Великобритания            | 25.95          | Национальный рекорд  | 30.59     | 25.95     | 27.46     |
| 8     | Дюк Трин          | Канада                    | 26.63          | Национальный рекорд  | 37.44     | 26.63     | 36.09     |
| 9     | Джузеппе Ромео    | Италия                    | 28.11          | Национальный рекорд  | 34.23     | 41.75     | 28.11     |
| 10    | Джессика Фридрих  | Чехия                     | 29.11          | Национальный рекорд  | 31.49     | 29.11     | 33.20     |
| 11    | Эдуардо Вальдивия | Перу                      | 29.62          | Рекорд Южной Америки | 34.91     | 29.62     | 30.01     |
| 12    | Люк Ван Лэтем     | Бельгия                   | 29.73          | Национальный рекорд  | 32.92     | 34.98     | 29.73     |
| 13    | Иожеф Борсос      | Югославия                 | 30.02          | Национальный рекорд  | 36.75     | 35.33     | 30.02     |
| 14    | Рональд Бринкманн | Германия                  | 30.59          | Национальный рекорд  | 34.80     | 30.59     | 32.52     |
| 15    | Яри Сандквист     | Финляндия                 | 31.17          | Национальный рекорд  | 31.17     | DNF       | 31.56     |
| 16    | Мануэль Гальриньо | Португалия                | 37.11          | Национальный рекорд  | 40.74     | 48.67     | 37.11     |
| 17    | Пётр Сербенский   | Польша                    | 37.50          | Национальный рекорд  | 44.40     | 37.50     | 40.86     |
| 18    | Свилен Тенев      | Болгария                  | 47.29          | Национальный рекорд  | 51.88     | 47.29     | 47.35     |
| 19    | Йозеф Трайбер     | Австрия                   | 50.16          | Национальный рекорд  | 50.16     | 54.93     | 58.99     |